# LAME
LAME是一个开源的MP3音频压缩软件。LAME是一个递归缩写，来自LAME Ain't an MP3 Encoder（LAME不是MP3编码器）。它自1998年以来由一个开源社区开发，目前是公認有損品質MP3中壓縮效果最好的編碼器。

## 特性
- 高优化度的预置模式
- 高速编码
- 支持CBR、ABR和VBR编码方式
- 使用支持“LAME文件头（LAME-header）”的解码器时可无缝回放（Gapless playback）

## 历史
LAME的开发始于1998年中期Mike Cheng为一个8Hz-MP3编码器制作的补丁程序。当有人开始愈发关心其音质时，他决定以dist10源代码为基础开始编写。而其中的一个分支（对参考源代码的补丁程序）成为了LAME 2.0。自3.81版以后，他们才抛弃了所有的dist10代码，使LAME成为一个全新的针对现有编码器的纯补丁程序。
这个项目很快成为一个集体开发项目。Mike Cheng最终离开了项目领导工作，并开始致力于开发 tooLAME （页面存档备份，存于），一个MPEG-1 Audio Layer II编码器。Mark Taylor成为带头人，并以其开发的gpsycho ——一个全新的心理声学模型——为特性发布了3.0版。
如今LAME被认为是在中高比特率下的最佳MP3编码器，并提供了MP3格式下的最佳VBR模型。
从2004年起，多数人认为LAME可以制作出最高品質的128kbps码率的MP3文件。2004年的一项测试显示，LAME制作的MP3文件是128kbps MP3中与未压缩原始音频音质最接近的。 
如今开发仍将继续。

## 合法发行

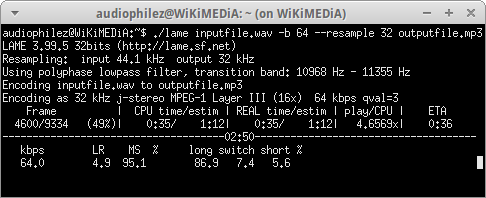
LAME v3.99.5

LAME在一些关于MP3编码的核心规则上与弗朗霍夫（MP3格式研制人之一）的某些专利内容有侵犯嫌疑。这些专利包括美國專利第5,579,430号和在其他国家登记的副本。这些专利是弗朗霍夫为阻止他人在不付费的情况下创建MP3编码器而有意注册的。但在一些不承认这种算法专利的国家，虽有开源程序用户，但其专利权仍无效。
与此同时，LAME仅仅有一小部分内容与个别相互分离的ISO实证源码相抵触，因此有了“不是编码器”的名字。这些ISO代码具有一些限制性的许可，但在不付费的情况下仍然有效。然而在2000年5月，LAME工程最后一次使用了ISO源代码，从此至今，LAME成为一个在LGPL许可协议下完全有效的程序。编译最近版本的LAME无需ISO源代码。
LAME的编写者声称，因为他们的代码只是一个来源框架，所以“源代码被认为是可以包含关于专利技术描述的短文。对于专利的描述是属于公有领域的。”（页面存档备份，存于）
LAME软件已在GNU宽通用公共许可证（LGPL）下获得许可。在2005年11月有报道称包含在索尼CD内的扩展复制保护软件在未遵守LGPL中部分条款的情况下含有了LAME库中的部分内容。

## 以LAME當作編碼mp3的軟體
- Grip，一个GNOME（Linux）系统下的音频软件。
- Lamedrop，一种视窗操作系统（Windows）下使用方法简单的LAME引导程序，与OggDrop相似。
- RazorLame（原RazorBlade），一种视窗操作系统为LAME使用而设计的命令导航用户界面应用程序。
- winLAME （页面存档备份，存于），另一种Windows下的LAME导航程序。
- CDex （页面存档备份，存于），Windows下的CD抽取软件
- Zortam Mp3 Media Studio （页面存档备份，存于），另一种Windows下的LAME导航程序。
- Exact Audio Copy (EAC)，一种为Windows下CD-ROM驱动设计的抓录软件，可以运用LAME。
- LAME GUI / BeSweet GUI（页面存档备份，存于），另一种Windows下的LAME导航程序。
- iTunes-LAME 一种在Mac OS X下将LAME和iTunes一体化的导航软件。
- jRipper （页面存档备份，存于） 一个基于Java的LAME导航软件。
- Sound Normalizer （页面存档备份，存于），另一种Windows下的LAME导航程序。
- Google Translate （页面存档备份，存于） ，一个在线翻译网站